# Mörk kärrsopp
Mörk kärrsopp (Leccinum schistophilum) är en svampart som beskrevs av Bon 1981. Mörk kärrsopp ingår i släktet Leccinum och familjen Boletaceae.  Arten är reproducerande i Sverige. Inga underarter finns listade i Catalogue of Life.